# Carlos Arzani
Carlos Arzani (ur. 27 listopada 1909 roku w Buenos Aires, zm. 30 stycznia 1952 roku) – argentyński kierowca wyścigowy.

## Kariera
W swojej karierze wyścigowej Arzani poświęcił się startom w wyścigach Grand Prix. Startował głównie w Ameryce Południowej, gdzie w 1936 roku odniósł zwycięstwo w Grand Prix Buenos Aires. Dwa lata później był drugi w Grand Prix Rio de Janeiro. W latach 1938–1939 był najlepszy w wyścigu Fuerza Libre. W Europie uplasował się na czwartej pozycji w Grand Prix Neapolu 1938.